# Réorganisation de la région parisienne en 1964

La création des départements de Paris, des Hauts-de-Seine, de la Seine-Saint-Denis, du Val-de-Marne, de l'Essonne, des Yvelines, du Val-d'Oise à partir de la Seine et de la Seine-et-Oise en 1968.

La réorganisation de la région parisienne est une modification de l'administration territoriale du district de la région parisienne, qui a été fixée par une loi promulguée le 10 juillet 1964. Un décret d'application a fixé son entrée en vigueur au 1er janvier 1968.
Elle a supprimé les départements de la Seine et de Seine-et-Oise (remplacés par ceux de Paris, des Hauts-de-Seine, de la Seine-Saint-Denis, du Val-de-Marne, de l'Essonne, des Yvelines, et du Val-d'Oise). La Seine-et-Marne n'est pas concernée par ce redécoupage.

## Réorganisation des départements
Jusqu'en 1964, la région parisienne se subdivisait en 3 départements, créés par la loi du 4 mars 1790 :
- le département de Paris, rebaptisé en 1795 « département de la Seine » (480 km2) ;
- le département de Seine-et-Oise (5 600 km2) ;
- le département de Seine-et-Marne (5 915 km2).

Les deux premiers vont donner naissance à 7 nouveaux départements, la Seine-et-Marne conservant son nom et son territoire. La loi crée le département de Paris qui est entouré successivement par :
- la petite couronne avec 3 départements limitrophes de Paris : Seine-Saint-Denis, Val-de-Marne, Hauts-de-Seine ;
- la grande couronne composée des départements non limitrophes de Paris : Val-d'Oise, Yvelines, Essonne, Seine-et-Marne.

### Disparition du département de la Seine
En 1964, l'ambition de Paul Delouvrier est d'imposer le district de la région de Paris (institué en 1961, il regroupe Paris et la Seine, la Seine-et-Oise et la Seine-et-Marne) comme l'institution phare des politiques régionales dans ce territoire capital, au détriment du département de la Seine (avec son conseil général et sa préfecture).
Avec la suppression du département de la Seine, les 81 communes sont réparties entre quatre nouveaux départements : Paris (1 commune), Hauts-de-Seine (27 communes), Seine-Saint-Denis (24 communes) et Val-de-Marne (29 communes).
Dans la capitale, le conseil municipal de Paris et le conseil général de la Seine sont remplacés par le Conseil de Paris, qui exerce à la fois les compétences d'un conseil municipal et celles d'un conseil général puis départemental. Celui-ci est mis en place au 1er janvier 1968.

### Disparition du département de Seine-et-Oise
Le département de Seine-et-Oise, qui encerclait complètement le département de la Seine, a été dissous en constituant la totalité des départements de l'Essonne (194 communes), du Val-d'Oise (184 communes) et des Yvelines (259 communes) et en transférant des communes aux nouveaux départements des Hauts-de-Seine (9 communes), de la Seine-Saint-Denis (16 communes) et du Val-de-Marne (18 communes).

### Création des départements
Le découpage initial des départements est celui de l'annexe de la loi n° 64-707 du 10 juillet 1964 portant réorganisation de la région parisienne :
Département des Hauts-de-Seine.
Communes : Antony, Asnières, Bagneux, Bois-Colombes, Boulogne-Billancourt, Bourg-la-Reine, Châtenay-Malabry, Châtillon, Chaville, Clamart, Clichy, Colombes, Courbevoie, Fontenay-aux-Roses, Garches, La Garenne-Colombes, Gennevilliers, Issy-les-Moulineaux, Levallois-Perret, Malakoff, Marnes-la-Coquette, Meudon, Montrouge, Nanterre, Neuilly-sur-Seine, Le Plessis-Robinson, Puteaux, Rueil-Malmaison, Saint-Cloud, Sceaux, Sèvres, Suresnes, Vanves, Vaucresson, Ville-d'Avray, Villeneuve-la-Garenne.
Département du Val-de-Marne.
Communes : Ablon-sur-Seine, Alfortville, Arcueil, Boissy-Saint-Léger, Bonneuil-sur-Marne, Bry-sur-Marne, Cachan, Champigny-sur-Marne, Charenton-le-Pont, Chennevières-sur-Marne, Chevilly-Larue, Choisy-le-Roi, Créteil, Fontenay-sous-Bois, Fresnes, Gentilly, L'Haÿ-les-Roses, Ivry-sur-Seine, Joinville-le-Pont, Le Kremlin-Bicêtre, Limeil-Brévannes, Maisons-Alfort, Mandres-les-Roses, Marolles-en-Brie, Nogent-sur-Marne, Noiseau, Orly, Ormesson-sur-Marne, Périgny, Le Perreux-sur-Marne, Le Plessis-Trévise, La Queue-en-Brie, Rungis, Saint-Mandé, Saint-Maur-des-Fossés, Saint-Maurice, Santeny, Sucy-en-Brie, Thiais, Valenton, Villecresnes, Villeneuve-le-Roi, Villejuif, Villeneuve-Saint-Georges, Villiers-sur-Marne, Vincennes, Vitry-sur-Seine.
Département de la Seine-Saint-Denis.
Communes : Aubervilliers, Aulnay-sous-Bois, Bagnolet, Le Blanc-Mesnil, Bobigny, Bondy, Le Bourget, Clichy-sous-Bois, Coubron, La Courneuve, Drancy, Dugny, Épinay-sur-Seine, Gagny, Gournay-sur-Marne, L'Île-Saint-Denis, Les Lilas, Livry-Gargan, Montfermeil, Montreuil, Neuilly-Plaisance, Neuilly-sur-Marne, Noisy-le-Grand, Noisy-le-Sec, Pantin, Les Pavillons-sous-Bois, Pierrefitte-sur-Seine, Le Pré-Saint-Gervais, Le Raincy, Romainville, Rosny-sous-Bois, Saint-Denis, Saint-Ouen, Sevran, Stains, Tremblay-lès-Gonesse, Vaujours, Villemomble, Villepinte, Villetaneuse.
Département du Val-d'Oise.
- Communes des cantons de : Argenteuil-Nord, Argenteuil-Sud, Cormeilles-en-Parisis, Écouen, Enghien-les-Bains, Gonesse, L'Isle-Adam, Luzarches, Magny-en-Vexin, Marines, Montmorency, Pontoise, Saint-Leu-la-Forêt, Sarcelles-Centre, Taverny.

Département des Yvelines.
- Communes des cantons de : Bonnières-sur-Seine, La Celle-Saint-Cloud, Chatou, Chevreuse, Conflans-Sainte-Honorine, Houdan, Houilles, Limay, Maisons-Laffitte, Mantes-la-Jolie, Marly-le-Roi, Meulan, Montfort-l'Amaury, Poissy, Rambouillet, Saint-Germain-en-Laye, Versailles-Ouest, Versailles-Nord, Versailles-Nord-Ouest, Versailles-Sud.
- Et communes de : Bonnelles, Bullion, La Celle-les-Bordes, Longvilliers, Rochefort-en-Yvelines, Ablis, Allainville, Boinville-le-Gaillard, Clairefontaine-en-Yvelines, Craches, Orsonville, Paray-Douaville, Ponthévrard, Prunay-sous-Ablis, Saint-Arnoult-en-Yvelines, Saint-Martin-de-Bréthencourt, Sainte-Mesme, Sonchamp.

Département de l'Essonne.
- Communes des cantons de : Arpajon, Athis-Mons, Brunoy, Corbeil-Essonnes-Nord, Corbeil-Essonnes-Sud, Étampes, La Ferté-Alais, Juvisy-sur-Orge, Limours, Longjumeau, Massy, Méréville, Milly-la-Forêt, Montgeron, Palaiseau, Savigny-sur-Orge.
- Et communes de : Angervilliers, Boissy-sous-Saint-Yon, Breuillet, Breux, Dourdan, Roinville, Saint-Chéron, Saint-Cyr-sous-Dourdan, Saint-Maurice-Montcouronne, Saint-Sulpice-de-Favières, Saint-Yon, Sermaise, Le Val-Saint-Germain, Authon-la-Plaine, Chatignonville, Corbreuse, La Forêt-le-Roi, Les Granges-le-Roi, Mérobert, Plessis-Saint-Benoist, Richarville, Saint-Escobille.

### Chefs-lieux
Les chefs-lieux des départements nouvellement créés ont été fixés par un décret de 1965 :
- Hauts-de-Seine : Nanterre ;
- Seine-Saint-Denis : Bobigny ;
- Val-de-Marne : Créteil ;
- Essonne : Évry-Petit-Bourg (aujourd'hui Évry-Courcouronnes) ;
- Yvelines : Versailles ;
- Val-d'Oise : Pontoise (l'hôtel de préfecture du Val-d'Oise étant cependant implanté sur le territoire de Cergy).

### Préfets délégués
En 1964, un décret est pris pour permettre la nomination de préfets délégués chargés d'organiser les nouveaux départements, en préparation de leur existence effective en 1968. Les préfets nommés ont été les suivants :
- Préfet délégué pour la Seine-Saint-Denis : Henri Bouret[11] ;
- Préfet délégué pour les Hauts-de-Seine : Claude Boitel[11] ;
- Préfet délégué pour le Val-de-Marne : Paul Camous[11] puis Lucien Lanier[12] ;
- Préfet délégué pour l'Essonne : Christian Orsetti[11] puis Alfred Diefenbacher puis à nouveau Christian Orsetti[12] ;
- Préfet délégué pour le Val-d'Oise : André Chadeau[11] puis Maurice Paraf[13].

En 1968, ces préfets délégués ont été nommés préfets des départements nouvellement créés.

## Réorganisation des circonscriptions législatives
La disparition des départements de la Seine et de Seine-et-Oise a rendu nécessaire la réorganisation des circonscriptions législatives. La loi du 12 juillet 1966 a ainsi modifié les limites des circonscriptions.
Le département de la Seine comportait, depuis 1958, 55 circonscriptions législatives, dont les 31 premières pour la seule ville de Paris. Ces dernières n'ont pas été modifiées et seules les circonscriptions 32 à 55 ont été réaffectées aux départements nouvellement créés. Le département de Seine-et-Oise comportait 18 circonscriptions législatives, qui ont elles aussi été réattribuées aux nouveaux départements. À cette occasion ont été modifiés le nombre et les limites de ces circonscriptions, la loi du 12 juillet 1966 prévoyant que le nombre de députés pour la France métropolitaine soit porté de 465 à 470. Ainsi le nombre de députés représentant la région parisienne est passé de 73 à 78.
- Paris : 31 circonscriptions
- Essonne : 4 circonscriptions
- Hauts-de-Seine : 13 circonscriptions
- Seine-Saint-Denis : 9 circonscriptions
- Val-de-Marne : 8 circonscriptions
- Val-d'Oise : 5 circonscriptions
- Yvelines : 8 circonscriptions

## Élection des sénateurs
Le nombre total de sénateurs a aussi été modifié à l'occasion de la réorganisation de la région parisienne. Pour la métropole, il a été porté de 255 à 264, par la loi du 12 juillet 1966, ces neuf sièges supplémentaires ayant tous été attribués à la région parisienne.
Le département de la Seine désignait, depuis 1959, 22 sénateurs et la Seine-et-Oise en désignait 8. Le nombre total de sièges de la région parisienne est passé de 30 à 39. Ils ont été maintenus dans la série C pour le renouvellement triennal de cette chambre. Dans ces sept départements a été conservé le mode de scrutin proportionnel, même si le Val-d'Oise, les Yvelines et l'Essonne auraient dû basculer vers un mode de scrutin majoritaire à deux tours. Cette exception a été supprimée en 2003, lors de l'abaissement du seuil à quatre sénateurs.
- Paris : 12 sièges
- Essonne : 3 sièges
- Hauts-de-Seine : 7 sièges
- Seine-Saint-Denis : 5 sièges
- Val-de-Marne : 5 sièges
- Val-d'Oise : 3 sièges
- Yvelines : 4 sièges